# Plaskruis

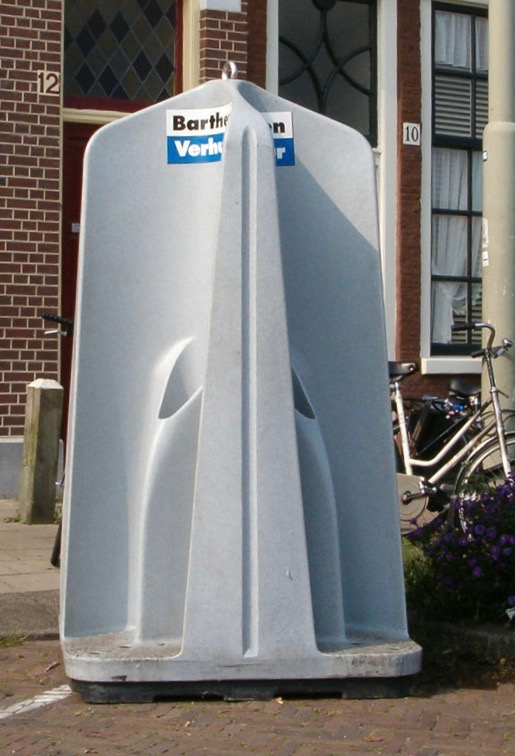
Plaskruis

Een plaskruis is een mobiel urinoir. De kruizen hebben vanwege logistiek dezelfde maatvoering als mobiele toiletcabines en bieden vier urinoirs per eenheid. Een plaskruis is niet aangesloten op het riool maar bevat een eigen opslagtank. Wanneer deze vol is wordt het exemplaar omgewisseld voor een leeg exemplaar.
Een plaskruis is vooral bekend van festivals en evenementen, maar wordt ook in bepaalde steden structureel ingezet om wildplassen bij uitgaansavonden tegen te gaan.
Het plaskruis is ontworpen door Joost Carlier die achter de schermen werkzaam is voor onder meer Lowlands. Ze zijn voor het eerst in 1991 toegepast tijdens Monsters Of Rock in het Goffertpark.